# Gackle
Gackle è un centro abitato (city) degli Stati Uniti d'America, situato nella Contea di Logan, nello Stato del Dakota del Nord. Nel censimento del 2000 la popolazione era di 335 abitanti. La città è stata fondata nel 1904.

## Geografia fisica
Secondo i rilevamenti dell'United States Census Bureau, la località di Gackle si estende su una superficie di 1,40 km², tutti occupati da terre.

## Popolazione
Secondo il censimento del 2000, a Gackle vivevano 335 persone, ed erano presenti 93 gruppi familiari. La densità di popolazione era di 239 ab./km². Nel territorio comunale si trovavano 212 unità edificate. Per quanto riguarda la composizione etnica degli abitanti, il 99,40% era bianco e lo 0,60% apparteneva a due o più razze. La popolazione di ogni razza ispanica corrispondeva al 3,92% degli abitanti.
Per quanto riguarda la suddivisione della popolazione in fasce d'età, il 9,6% era al di sotto dei 18, il 3,6% fra i 18 e i 24, il 15,2% fra i 25 e i 44, il 26,3% fra i 45 e i 64, mentre infine il 45,4% era al di sopra dei 65 anni di età. L'età media della popolazione era di 61 anni. Per ogni 100 donne residenti vivevano 74,5 maschi.